# Открытый чемпионат Уханя по теннису 2014
Открытый чемпионат Уханя по теннису 2014 — 1-й розыгрыш ежегодного профессионального теннисного турнира среди женщин, проводящегося в китайском городе Ухань и являющегося частью тура WTA в рамках серии Premier 5.
В 2014 году турнир прошёл с 21 по 27 сентября. Соревнование продолжало восточноазиатскую серию хардовых турниров, расположенную в календаре между Открытым чемпионатом США и Финалом тура WTA.

## Общая информация
Одиночные соревнования нового в календаре турнира собрали девять из десяти представительниц Топ-10 мирового рейтинга и всех из первой пятерки. Возглавила посев первая ракетка мира Серена Уильямс. Американка на смогла доиграть свой стартовый матч турнира во втором раунде против Ализе Корне из-за вирусного заболевания. Также во втором раунде выбыла и вторая сеянная Симона Халеп, уступив Гарбиньи Мугурусе. Следующая по статусу была Петра Квитова и она не упустила свой шанс и смогла одержать победу в первом розыгрыше турнира в Ухане. В финале, посеянная под третьим номером, чешская теннисистка обыграла шестой номер посева Эжени Бушар из Канады. В основной сетке турнира приняли участие три представительницы России. Лучшей из них оказалась № 4 посева на турнире Мария Шарапова, дошедшая до третьего раунда.
Парный приз достался шестым номерам посева Флавии Пеннетте и Мартине Хингис, которые в финале обыграли № 8 посева Кару Блэк и Каролин Гарсию.

## Соревнования

### Одиночный разряд
Петра Квитова обыграла  Эжени Бушар со счётом 6-3, 6-4.
- Квитова выигрывает 3-й одиночный титул в сезоне и 14-й за карьеру в туре ассоциации.
- Бушар сыграла 3-й одиночный финал и 4-й за карьеру в основном туре ассоциации.

### Парный разряд
Флавия Пеннетта /  Мартина Хингис обыграли  Кару Блэк /  Каролин Гарсию со счётом 6-4, 5-7, [12-10].
- Пеннетта выигрывает 1-й парный титул в сезоне и 16-й за карьеру в основном туре ассоциации.
- Хингис выигрывает 2-й парный титул в сезоне и 39-й за карьеру в основном туре ассоциации.